# Lutra
Le lontre del Vecchio Mondo (Lutra Brisson, 1762) sono un genere di carnivori della sottofamiglia delle lontre (Lutrinae) all'interno della famiglia dei Mustelidi (Mustelidae). Il genere comprende tre specie: la lontra comune (Lutra lutra), che vive anche in Europa, la lontra giapponese (Lutra nippon) e la lontra dal naso peloso (Lutra sumatrana).

## Descrizione
Le lontre del Vecchio Mondo hanno un corpo allungato e cilindrico con zampe corte e una coda spessa e muscolosa. La testa è arrotondata, il muso smussato; le piccole orecchie e le narici possono essere chiuse sott'acqua. La pelliccia, spessa e idrorepellente, è di colore brunastro; la parte inferiore è più chiara e la gola può essere di colore biancastro. Questi animali presentano una lunghezza testa-tronco di 50-82 centimetri, una coda di 33-50 centimetri e un peso di 5-14 chilogrammi; i maschi sono più pesanti delle femmine.
Questi animali sono strettamente dipendenti dalla vicinanza dell'acqua: si incontrano per lo più in acque dolci, più raramente anche negli estuari dei fiumi o sulla costa del mare. Possono essere attivi sia di giorno che di notte, ma è più probabile che si alimentino di notte. Di giorno si nascondono nella loro tana sulla riva; sono ottimi nuotatori e subacquei.
La loro dieta è costituita da pesci, rane e crostacei, ma talvolta mangiano anche uccelli acquatici e piccoli mammiferi.

## Tassonomia
Il genere comprende tre specie:
- Lutra lutra (Linnaeus, 1758) - lontra comune;
- Lutra nippon Imaizumi e Yoshiyuki, 1989 † - lontra giapponese;
- Lutra sumatrana (J. E. Gray, 1865) - lontra dal naso peloso.

Anche la lontra dal collo macchiato (Hydrictis  maculicollis) veniva da alcuni collocata in questo genere, ma è attualmente considerata come un genere monotipico separato.